# 93061 Барбаґалло
93061 Барбаґалло (93061 Barbagallo) — астероїд головного поясу.
Тіссеранів параметр щодо Юпітера — 3,393.